# Slawische Mythologie. Enzyklopädisches Wörterbuch
Slawische Mythologie. Enzyklopädisches Wörterbuch (russisch Славянская мифология. Энциклопедический словарь bzw. Slawjanskaja mifologija. Enziklopeditscheski slowar, wiss. Transliteration Slavjanskaja mifologija. Ėnciklopedičeskij slovar') ist ein Nachschlagewerk aus Russland zur slawischen Mythologie. Zahlreiche Fachgelehrte haben daran mitgewirkt.
Eine neue (2.), überarbeitete und erweiterte Ausgabe des enzyklopädischen Wörterbuchs „Slawische Mythologie“, das vom Institut für Slawistik der Russischen Akademie der Wissenschaften (russisch Институт славяноведения Российской академии наук) zusammengestellt wurde, enthält Erklärungen zu den grundlegenden Figuren und Symbolen der slawischen Mythologie.
Die einzelnen Artikel befassen sich mit slawischen Gottheiten, dämonischen Volksgestalten, slawischen Bräuchen, traditionellen Feiertagen, der Mythologie von Flora und Fauna, Naturphänomenen usw. Das Buch richtet sich sowohl an Fachleute als auch an ein breites Spektrum von Lesern.

## Ausgaben
- Slavianskaia mifologiia: Entsiklopedicheskii slovar. 1995, ISBN 5-7195-0057-X (Online)
- Славянская мифология. Энциклопедический словарь. Изд. 2-е. М.: Международные отношения, 2002. 512 с. (Fotos des Inhaltes - Kurzübersicht zu den 456 Einträgen)